# Mordechai Ben David
Mordechai Werdyger (em hebraico: מרדכי ורדיגר), nascido em 16 de abril de 1951, conhecido profissionalmente como Mordechai Ben David (em hebraico: מרדכי בן דוד / Mordechai, filho de Davi) ou pela abreviatura MBD, é um cantor estadunidense, sendo um superstar da comunidade judaica ortodoxa dos Estados Unidos, tendo lançado 40 álbuns, sendo conhecido pelo apelido "o rei da música judaica.[carece de fontes?]
Werdyger produziu um número recorde de álbuns de música judaica, muitos deles sendo amplamente conhecidos. Dirigiu por anos os musicais da HASC (Hebrew Academy for Special Children) e da Ohel (Ohel Children's Home and Family Services), entidades sem fins lucrativos de ensino e assistência social da comunidade judaica de Nova Iorque.

## Biografia
Mordechai Werdyger iniciou sua carreira nos anos 70. Seu pai, David Werdyger, natural de Cracóvia, foi chazan (cantor litúrgico) e um sobrevivente do holocausto; em hebreo seu nome artístico "Mordechai Ben David" significa "Mordechai, filho de David".
Grande parte de suas músicas são compostas em hebraico bíblico, tendo algumas músicas com ídiche e traduções para o inglês, possuindo melodias que envolvem músicas folclóricas do leste europeu, blues, jazz e rock.

## Família
A família de Werdyger possui muitos cantores, sua irmã Mendy Werdyger também é cantora e dona da gravadora Aderet Records, com sede em Boro Park, Nova Iorque. Seu filho, Yeedle Werdyger e seu sobrinho Yisroel Werdyger também são cantores.
Sua esposa, Esther, é filha de um chazan e irmã de outros. Seu cunhado Ari Klein também possui algumas gravações, bem como seu primo Shmilu Rosemberg, canadense que lançou álbum nos anos 80.

## Adaptações Musicais
Algumas músicas de Werdyger são adaptações de músicas de origem não-judaica:
- "Hinei lo Yanum" em Hineni (1974) é uma adaptação de Mamy Blue, música escrita pelo compositor francês Hubert Girault.
- "Lichtiger Shabbos" em Just one Shabbos (1982), também chamada "Yiddish" em Solid MDB (1983), é uma adaptação da canção "Close Every Door To Me", música de teatro musical presente na obra Joseph And The Amazing Technicolor Coat, de Tim Rice e Andre Lloyd Webber.
- "Kumt Aheim" em Jerusalem: Not for sale (1986) adapta a música "Dschinghis Khan" da banda alemã de mesmo nome.
- "Father Dear" em Yerushalayim Our Home (1998) é uma adaptação da música "Little Boy and The Old Man" do cantor e compositor Wayne Shanklin.
- "Shir HaShalom" em Neshama (1975) é uma daptação da música "My Melody of Love" de Bobby Vinton.

## Discografia

### Álbuns solo:
- Mordechai Ben David Sings Hasidic Nigunnim Original (1973)
- Hineni (1974)
- Neshama (1975)
- I'd Rather Pray and Sing (1977)
- Vechol Maminim - Canções de Rosh Hashaná (1979)
- Mashiach is Coming Soon (1980)
- Memories (1981)
- Ich Hob Gevart (1982)
- Mordechai Ben David Live (1981)
- Just One Shabbos (1983)
- Around the Year - Vol. 1 (1984)
- Hold On (1984)
- Let My People Go (1985)
- Jerusalem Not For Sale (1986)
- MDB & Friends (1987)
- Yerushalayim Our Home - Yom Tov Lekovod (1988)
- Siman Tov & Keitzad (Exclusivo) (1989)
- The Double Album (1990)
- Solid MBD (1990)
- Mashiach, Mashiach, Mashiach (1992)
- Live in Yersuhalayim (1989)
- Tomid B'Simcha - Sempre Feliz (1994)
- Once Upon a Niggun (1996)
- Chevron - Always and Forever (single) (1996)
- Ein Od Milvado (1997)
- The English Collection (1998)
- We Are One (1999)
- Maaminim (2001)
- Kumzits (2003)
- Nachamu Ami (2004)
- Oorah (single) (2008)
- Levado - Mishpacha (single) (2008)
- Kulam Ahuvim (2009)
- Platinum Collection (2009)
- Kisufim (2011)
- Omdos Hoyu (single) (2012)
- Yachad Shivtei Yisrael (single) (2012)
- Afofuni (single) (2013)
- Nekom (single) (2015)
- Tzeaka (2017)
- Kdei Rabi Shimon (single) (2019)
- Day (single) (2020)
- Le'shana Haba'a Benei Chorin (single) (2021)
- Hashpuois (2022)

### Aparições nos álbuns de David Werdyger:
- L'dovid Mizmor "Songs of David" (1960) (Credited as Marc)
- Gerer Melava Malka Melodies (1963)
- Skulaner Nigunim - Oidchu Hashem (1968)
- Melodies of Camp Kol-Ree-Nah (1969)
- Chassidic Nigunim (1971)
- Skulaner Nigunim 2 (1977)
- Melitzer Oneg Shabbos 2 (1979)
- Boyaner Nigunim - Yismechu Bemalchuscha (1980)
- Sadegurer Nigunim (1981) (Mordechai Ben David Orchestra)
- Satmerer Nigunim (1981)
- Father & Sons Biglal Avos (1984)
- Esso Einai El Hehorim (1985)
- A Shabbos with David Werdyger (1990)

### Colaborações:
- Jewish Education Program, Vol. 4 Someday We Will All Be Together (1979)
- Jerusalem (1983)
- Simcha (1984)
- Torah (1985)
- Hallel (1987)
- 25 Years of Jewish Music (1988)
- The Bentching Tape (1993)
- Yeedle, Together (1993)
- 3 Generations - Yom Shekulo Shabbos (1993)
- Special Moments With Mordechai Ben David, Mendy, & Yeedle Werdyger - The Wedding Album (1995)
- Yeedle, Laasos Retzon Avicha (1995)
- Best of the Best 1 (1996)
- Solid Gold Volume 1 (1997)
- Solid Gold Volume 2 (1998)
- Lev Vanefesh II (1998)
- Mona 3 (1998)
- Solid Gold Volume 3 (1999)
- Hameshorerim (1999)
- Ken Burgess, I'll Never Walk Alone in the Desert (2000)
- All Star Collection (2000)
- The Vocal Version (2001)
- Best of the Best 2 (2002)
- Yeedle, IV (2002)
- Mona, Mona 4 (2003)
- Sheves Achim, Shabbos In Mezibuz (2004)
- Ken Burgess, Melech (2005)
- Brand New (2005)
- Shabbos With the Werdygers 1 (2006)
- Yeedle, Lev Echad (2008)
- Hameorerim (2008)
- The 8th Note (2008)
- Shabbos With the Werdygers 2 (2010)
- Lipa Schmeltzer, Meimka Dlipa: From the Depth of My Heart (2010)
- Miami Boys Choir, Light Up the Nights & Greatest Dance Hits (2010)
- Big Time - Alter Heim - Then & Now (2011)
- Yeedle, A Verdige Yid (2013)
- Shir (2014)
- Shir 2 (2016)